# Jingjiang-Ableitungsschleuse
Die Jingjiang-Ableitungsschleuse (chinesisch 荆江分洪闸, Pinyin Jīngjiāng fēnhóngzhá, englisch Jingjiang flood-diversion sluice) ist eine 1952 erbaute Ableitungsschleuse des Jingjiang-Abschnittes des Jangtsekiang (Jangtsekiang). Sie liegt im Kreis Gong’an (公安县) der chinesischen Provinz Hubei und ist Teil des Jingjiang-Hochwasserableitungsprojektes (荆江分洪工程,  Jingjiang fenhong gongcheng, englisch Jingjiang Flood Diversion Project).
Sie steht seit 2006 auf der Liste der Denkmäler der Volksrepublik China.